# Mishima Kohei
Kohei Mishima (三島 康平, sinh ngày 15 tháng 4 năm 1987) là một cầu thủ bóng đá người Nhật Bản thi đấu cho Matsumoto Yamaga.

## Thống kê câu lạc bộ
Cập nhật đến ngày 23 tháng 2 năm 2018.
| Thành tích câu lạc bộ | Thành tích câu lạc bộ | Thành tích câu lạc bộ | Giải vô địch | Giải vô địch | Cúp                   | Cúp                   | Cúp Liên đoàn | Cúp Liên đoàn | Tổng cộng | Tổng cộng |
| Mùa giải              | Câu lạc bộ            | Giải vô địch          | Số trận      | Bàn thắng    | Số trận               | Bàn thắng             | Số trận       | Bàn thắng     | Số trận   | Bàn thắng |
| Nhật Bản              | Nhật Bản              | Nhật Bản              | Giải vô địch | Giải vô địch | Cúp Hoàng đế Nhật Bản | Cúp Hoàng đế Nhật Bản | J. League Cup | J. League Cup | Tổng cộng | Tổng cộng |
| --------------------- | --------------------- | --------------------- | ------------ | ------------ | --------------------- | --------------------- | ------------- | ------------- | --------- | --------- |
| 2010                  | Vissel Kobe           | J1 League             | 0            | 0            | 0                     | 0                     | 0             | 0             | 0         | 0         |
| 2011                  | Vissel Kobe           | J1 League             | 4            | 0            | 0                     | 0                     | 0             | 0             | 4         | 0         |
| 2012                  | Mito Hollyhock        | J2 League             | 9            | 0            | 1                     | 0                     | -             | -             | 10        | 0         |
| 2013                  | Mito Hollyhock        | J2 League             | 32           | 4            | 2                     | 1                     | -             | -             | 34        | 5         |
| 2014                  | Mito Hollyhock        | J2 League             | 35           | 5            | 2                     | 0                     | -             | -             | 37        | 5         |
| 2015                  | Mito Hollyhock        | J2 League             | 33           | 7            | 3                     | 0                     | -             | -             | 36        | 7         |
| 2016                  | Mito Hollyhock        | J2 League             | 23           | 9            | 0                     | 0                     | -             | -             | 23        | 9         |
| 2016                  | Matsumoto Yamaga      | J2 League             | 15           | 3            | 2                     | 2                     | -             | -             | 17        | 5         |
| 2017                  | Matsumoto Yamaga      | J2 League             | 18           | 0            | 3                     | 2                     | -             | -             | 21        | 2         |
| Tổng                  | Tổng                  | Tổng                  | 167          | 28           | 13                    | 5                     | 0             | 0             | 180       | 33        |